# Call Me (песня Blondie)
«Call Me» (с англ. — «Позвони мне») — песня американской группы Blondie, написанная для фильма «Американский жиголо». Занимала первые места в чартах США, Канады и Великобритании. Входит в число 500 величайших песен всех времён по версии журнала Rolling Stone.

## История
Композиция «Call Me» является основной музыкальной темой фильма Пола Шредера «Американский жиголо» 1980 года. Европейский диско-продюсер Джорджо Мородер обратился к Стиви Никс из Fleetwood Mac, чтобы она помогла сочинить песню и исполнила её для саундтрека, но та отказалась, так как подписала контракт с Modern Records и не могла работать с другими продюсерами. Мородер обратился к Дебби Харри из Blondie. Он показал Харри черновую версию инструментального трека «Man Machine». Харри нужно было придумать текст и мелодию. Дебби сделала это за несколько часов. После того как песня была готова, она была записана группой, продюсировал сам Джорджо Мородер. Оригинальная англоязычная версия песни также включает в себя строчку «Call me, my darling» на итальянском («Amore, chiamami») и французском языках («Appelle-moi, mon chéri»).
Сингл был выпущен в США в феврале 1980 года. Он достиг № 1 и держался в течение шести недель подряд. Был сертифицирован RIAA как «золотой» (один миллион проданных копий). Песня четыре недели была № 2 в хит-параде танцевальных хитов. В итоговом годовом чарте журнала Billboard за 1980 год сингл был назван № 1. Позже этот же журнал поставил песню на 44-е место среди 100 лучших песен всех времён. Через два месяца сингл вышел в Великобритании, где также достиг первой строчки.
В США песня была выпущена тремя различными звукозаписывающими компаниями: самая длинная версия (8:06) вышла в альбоме с саундтреком к фильму на Polydor Records, 7" и 12"-версии вышли на Chrysalis Records и испанская 12"-версия, на слова Бадди и Мэри МакКласки, была выпущена диско-лейблом Salsoul Records. Версия на испанском языке, под названием «Llámame», предназначалась для выпуска в Мексике и некоторых странах Южной Америки. Эта версия была также выпущена в США и Великобритании в 1993 году на сборнике Blonde and Beyond (лейбл Chrysalis Records/EMI). Ремикс песни «Call Me», выполненный Беном Либрандом, появился в 1988 году в ремикс-альбоме песен группы Once More into the Bleach. Этот ремикс выпускался в Великобритании и как отдельный сингл. В 2001 году оригинальная длинная версия песни появилась в качестве бонус-трека в переиздании альбома Autoamerican.
В августе 1980 года Дебби Харри записала эту песню вместе с The Muppet Band для программы «Маппет-шоу».
В 1981 году песня была номинирована на премию «Грэмми» за лучшее вокальное рок-исполнение дуэтом или группой.

## Видеоклипы
На песню существует два видеоклипа:
- Различные планы Дебби Харри на улицах Нью-Йорка, издавался на сборнике The Complete Picture: The Very Best of Deborah Harry and Blondie в 1991 году.
- Таксист за рулём Checker Taxi движется по улицам Манхэттена. В этом видео нет никого из участников группы. Издавался на сборнике The Best of Blondie в 1981 году.

## История релизов

### 1980 год
US, UK 7" (CHS 2414)
1. «Call Me (Theme from American Gigolo)» (7" edit) — 3:32
2. «Call Me» (7" instrumental) — 3:27

UK 12" (CHS 12 2414)
1. «Call Me» (7" edit) — 3:32
2. «Call Me» (Spanish version — 7" edit) — 3:32
3. «Call Me» (7" instrumental) — 3:27

US 12" (Polydor PRO 124)
1. «Call Me» (Theme from American Gigolo) — 8:04
2. «Call Me» (12" instrumental) — 6:10

US 12" (Salsoul SG 341) [promo only]
1. «Call Me» (Spanish version, extended) — 6:23
2. «Night Drive» (Reprise) — by Giorgio Morodor — 6:10

### 1989 год
UK 7" (CHS 3342-1)
1. «Call Me» (Ben Liebrand Remix) — 7:09
2. «Call Me» (Original Version) — 3:31

UK 12" (CHS 12 3342)
1. «Call Me» (Ben Liebrand Remix) — 7:09
2. «Backfired» (Bruce Forrest And Frank Heller Remix) — 6:03
3. «Call Me» (Original Version) — 3:31

UK CD (CHSCD 3342)
1. «Call Me» (Ben Liebrand Remix) — 7:09
2. «Backfired» (Bruce Forrest And Frank Heller Remix) — 6:03
  - Performed by Debbie Harry
3. «Call Me» (Original Version) — 3:31
4. «Hanging on the Telephone» — 2:23

## Позиции в чартах

### Чарты
| Чарт (1980)                        | Макс. позиция |
| ---------------------------------- | ------------- |
| Australia (Kent Music Report)      | 4             |
| Австрия (Ö3 Austria Top 40)        | 5             |
| Бельгия/Фландрия (Ultratop 50)     | 9             |
| Belgium (BRT Top 30 Flanders)      | 9             |
| Canada (RPM 100 Singles)           | 1             |
| France                             | 4             |
| Германия (GfK)                     | 14            |
| Ireland (IRMA)                     | 2             |
| Italy (FIMI)                       | 11            |
| Japan (Oricon)                     | 12            |
| Нидерланды (Dutch Top 40)          | 9             |
| Нидерланды (Single Top 100)        | 12            |
| Новая Зеландия (Recorded Music NZ) | 6             |
| Норвегия (VG-lista)                | 2             |
| South Africa (Springbok Radio)     | 2             |
| Швеция (Sverigetopplistan)         | 3             |
| Швейцария (Schweizer Hitparade)    | 3             |
| Великобритания (OCC UK Singles)    | 1             |
| US Billboard Hot 100               | 1             |
| US Billboard Hot Dance Club Play   | 2             |
| US Record World Singles            | 1             |

| Хит-парад (1980)                  | Позиция |
| --------------------------------- | ------- |
| Canadian RPM 1980 Top 100 Singles | 3       |
| США (Billboard Top Pop Singles)   | 1       |

| End of decade (1980—1989) | Позиция |
| ------------------------- | ------- |
| US Billboard Hot 100      | 8       |

| Чарт (1989)      | Макс. позиция |
| ---------------- | ------------- |
| UK Singles Chart | 61            |

## Сертификации и продажи
| Регион | Сертификация | Продажи    |
| --- | ------------ | ---------- |
| Канада (Music Canada) | Платиновый   | 150 000^   |
| Италия (FIMI) | Золотой      | 25 000     |
| Испания (PROMUSICAE) | Золотой      | 30 000     |
| Великобритания (BPI) | Платиновый   | 600 000    |
| США (RIAA) | Золотой      | 1 000 000^ |
| ^ Данные о тиражах приведены только на основе сертификации. · Данные о продажах + прослушиваниях приведены только на основе сертификации. |              |            |

## Кавер-версии
- В 1980 году песню исполнила немецкая певица Марианна Розенберг.
- В 1986 году группа Until December из Сан-Франциско записала песню для своего одноимённого альбома[45].
- В 1997 году а капелла-группа Da Vinci’s Notebook записала эту песню для своего альбома Bendy’s Law[46].
- В 1997 году финская группа The 69 Eyes записала песню для альбома Wrap Your Troubles in Dreams.
- В 1999 году Emilia Mojello записала кавер-версию этой песни для комедийного фильма Майка Митчелла «Мужчина по вызову»[47].
- В 2001 году инди-панк группа Squatweiler записала эту песню для сборника How Many Bands Does It Take to Screw up a Blondie Tribute[48].
- В 2001 году Никка Коста исполнила песню для саундтрека комедийного фильма Бена Стиллера «Образцовый самец»[49].
- В 2001 году группа The Box Tops записала кавер для сборника When Pigs Fly: Songs You Never Thought You’d Hear[50].
- В 2002 году синти-поп-группа I Am the World Trade Center записала песню для альбома The Tight Connection[51].
- В 2002 году Тиффани записала песню для сборника Platinum Girl: A Tribute to Blondie[52].
- В 2005 году Лиа Делария записала кавер для джаз-альбома Double Standards[53].
- В 2008 году австралийская певица Тина Арена записала песню для альбома Songs of Love & Loss 2[54].
- В 2008 году британская певица Скай Эдвардс совместно с Марком Колленом из французской группы Nouvelle Vague записали кавер-версию для альбома Hollywood, Mon Amour[55].
- В 2009 году американская металкор-группа In This Moment выпустила кавер-версию синглом.
- Шотландская инди-группа Franz Ferdinand исполнила песню для благотворительного альбома War Child Presents Heroes[56].
- В 2010 году британская певица Саманта Фокс и итальянская певица Сабрина выпустили танцевальную версию этой песни синглом[57].
- В 2014 году Blondie перезаписали эту песню (с Джорджо Мородером в качестве продюсера) для сборника Greatest Hits Deluxe Redux 2-дискового альбома Blondie 4(0) Ever.